# Isla Ghoramara
Isla Ghoramara (en bengalí: ঘোড়ামারা দ্বীপ) es una isla ubicada a 150 km al sur de Calcuta, en el país asiático de la India, en el complejo del Delta de Sundarban de la Bahía de Bengala. La isla es pequeña, de aproximadamente cinco kilómetros cuadrados de superficie, y está desapareciendo rápidamente debido a la subida del nivel del mar y la erosión.
El censo de 2001 del gobierno de la India todavía mostraba una población de 5000 personas en Ghoramara, aunque se cree que esta cifra se ha reducido debido a que las familias son desplazadas por el hundimiento de las islas.